# Alexander Mærsk
Die Alexander Mærsk ist ein Containerschiff der Mærsk Line.

## Geschichte
Das Schiff wurde 1998 unter der Baunummer 673 auf der Werft der China Shipbuilding Corporation in Keelung (Taiwan) gebaut. Es war das zweite einer Baureihe von zehn Containerschiffen für die A. P. Moller-Maersk Group. Die Kiellegung fand am 17. Dezember 1997, der Stapellauf am 6. April 1998 statt. Die Fertigstellung des Schiffes erfolgte am 27. Juli 1998. Das Schiff kam als Adrian Mærsk unter der Flagge Dänemarks in Fahrt.
2013 wurden auf dem Schiff Dreharbeiten für den Spielfilm Captain Phillips durchgeführt, der den Piratenangriff auf die Maersk Alabama darstellt.

### Flüchtlingszwischenfall
In der Nacht zum 22. Juni 2018 nahm das Schiff, das sich im Liniendienst zwischen Malta und Libyen befand, mit Unterstützung des Seenotrettungschiffs Lifeline 113 Flüchtlinge an Bord. Das Schiff war von der italienischen Küstenwache um die Rettung gebeten worden. Nachdem es einige Tage lang vor Pozzallo (Sizilien) auf die Erlaubnis gewartet hatte, in einem italienischen Hafen anzulegen, gab die italienische Regierung diese schließlich.
Es war das erste Mal, dass einem Handelsschiff mit Geretteten an Bord die Einlauferlaubnis in einen italienischen Hafen verweigert wurde. Bevor Innenminister Matteo Salvini (Lega Nord) die Genehmigung erteilte, hatte die dänische Einwanderungsministerin Inger Stöjberg angekündigt, Italien angesichts der akuten Lage schriftlich zum Handeln aufzufordern.
Ein Sprecher der Welt-Reederorganisation ICS wies auf die beschränkten Möglichkeiten von Handelsschiffen bei der Aufnahme von Geretteten hin:

„Handelsschiffe sind kein sicherer Ort für die Geretteten, unsere Crews sind nicht für die Betreuung der oftmals traumatisierten und körperlich schwachen Menschen ausgebildet.“

## Beschreibung
Das Schiff hat einen MAN B&W-Dieselmotor des Typs 7S50MC mit 9989 kW Maximalleistung; dieser wirkt auf einen Propeller. Der Zweitakt-Siebenzylindermotor wurde von Hitachi Zosen Diesel & Engineering in Lizenz gebaut. Die Höchstgeschwindigkeit des Schiffes ist mit 25 kn, die Reisegeschwindigkeit mit 18 kn angegeben. Für die Stromerzeugung stehen drei Dieselgeneratorsätze, die von MAN B&W-Dieselmotoren des Typs 8L23/30H mit je 1.215 kW Leistung angetrieben werden, zur Verfügung.
Das Deckshaus befindet sich im Heckbereich des Schiffes. Vor dem Deckshaus befinden sich acht mit Pontonlukendeckeln verschließbare Laderäume. Vor dem vordersten Laderaum befindet sich ein Wellenbrecher zum Schutz der Deckscontainer vor überkommendem Wasser. Die Containerkapazität des Schiffes beträgt 1.092 TEU. Bei homogener Beladung mit 14 t schweren Containern können 890 TEU geladen werden. Das Schiff ist mit 206 Anschlüssen für Kühlcontainer ausgestattet.
An Deck können acht 40-Fuß-Container hintereinander und zehn Container nebeneinander geladen werden. Es können bis zu vier Lagen übereinander gestaut werden. Für den Ladungsumschlag stehen zwei mittschiffs zwischen den Luken 2 und 3 sowie 6 und 7 angeordnete Krane zur Verfügung. Die Krane können jeweils bis zu 50 t heben.